# グロッセート県

グロッセート県
Provincia di Grosseto

グロッセート県（グロッセートけん、Provincia di Grosseto）は、イタリア共和国トスカーナ州に属する県の一つ。
県都はグロッセート。

## 地理

### 位置・広がり
トスカーナ州の南部に位置する。県都グロッセートは、シエーナから南南西へ約64km、リヴォルノから南東へ約110km、州都フィレンツェから南へ約113km、首都ローマから北西へ約150km、の距離にある。
南西にティレニア海に面しており、北西をリヴォルノ県とピサ県、北東をシエーナ県、南東をラツィオ州ヴィテルボ県と接する。ティレニア海に連なるトスカーナ群島のうち、ジリオ島（イーゾラ・デル・ジリオ）とジャンヌートリ島も県域に含んでいる。

### 地勢
トスカーナ州中部のチアンティ山地 (it:Colline del Chianti) に源を発したオンブローネ川が県域を流れ、グロッセートの西南でティレニア海に注ぐ。
沿海部にはオルベテッロ潟 (it:Laguna di Orbetello) やブラーノ潟 (it:Lago di Burano) 、ディアッチャ・ボトローナ (it:Riserva naturale Diaccia Botrona) など、潟湖や湿地帯が発達している。
- オルベテッロ潟
- Montenero d'Orcia

### 地域と主要な都市
2001年の国勢調査に基づく居住地区（Località abitata）別人口統計によれば、人口5000人以上の都市は以下の通り。（　）内は所属コムーネ（自治体）名を示すが、都市名と同一の場合は省いた。
- グロッセート - 56,696人
- フォッローニカ - 20.788
- ポルト・サント・ステーファノ（モンテ・アルジェンターリオ市） - 8,810人
- オルベテッロ - 6,350人
- マッサ・マリッティマ - 5,984人

グロッセート県の南部を中心に、トスカーナ州南部からラツィオ州北西部かけてのティレニア海沿岸地域は「マレンマ」と呼ばれている。県域のおおむね中央に位置する県都グロッセートは、マレンマの中心都市でもある。グロッセートの市街は海から14km離れた平野の中央に位置し、16世紀につくられた煉瓦づくりの城壁に囲まれた旧市街を持つ。
ティレニア海沿岸部には港町として発展した都市が連なる。主要なものとして、北からフォッローニカ、ポルト・サント・ステーファノ、オルベテッロなどがある。
内陸部には、グロッセートとシエーナの中間に位置する北部のロッカストラーダ、東部のピティリアーノやソラーノなど中世の山岳要塞都市の面影を残す町がある。
- グロッセート
- ポルト・サントステファノ（モンテ・アルジェンターリオ市）
- ソラーノ

## 行政区画
グロッセート県には28のコムーネが属する。主要なコムーネ（人口5000人以上）は下表の通り。左端の数字はISTATコードを示す。人口は2024年1月1日現在。それ以外のコムーネ、および面積等の詳細なデータは「全コムーネ一覧」参照のこと。
右の地図中の番号は、コムーネのISTATコード下3桁を示す。下表に掲げた主要なコムーネのうち、地図中に名称を記さなかったものについては、番号を太字で示した。
| コード | 自治体名                               | 人口   |
| ------ | -------------------------------------- | ------ |
| 053011 | グロッセート                           | 81,636 |
| 053009 | フォッローニカ                         | 20,319 |
| 053018 | オルベテッロ                           | 14,186 |
| 053016 | モンテ・アルジェンターリオ             | 11,793 |
| 053021 | ロッカストラーダ                       | 8,792  |
| 053010 | ガヴォッラーノ                         | 8,305  |
| 053015 | マッサ・マリッティマ                   | 8,182  |
| 053014 | マンチャーノ                           | 7,152  |
| 053006 | カスティリオーネ・デッラ・ペスカーイア | 7,024  |

## 交通

### 主な道路
ピサとローマを結ぶ幹線道路であるSS1（アウレリア街道）が、ほぼ海に沿う形で県域を縦貫しており、欧州自動車道路E78号線にも指定されている。
おおむね北および西を優先し、通過点もしくはその近傍の地名を示す。〔　〕内は県外。
欧州自動車道路
- E78号線 (en)  : 〔… - ピサ〕 - フォッローニカ - グロッセート - オルテベッロ - 〔ローマ - …〕　（SS1）
- E80号線 (en)  : グロッセート - 〔シエーナ - ファーノ〕（SS223）

国道
- SS1 (it:Strada statale 1 Via Aurelia) 
〔… - ピサ〕 - フォッローニカ - グロッセート - オルテベッロ - 〔ローマ - …〕
- SS73 (it:Strada statale 73 Senese Aretina) 
グロッセート - ロッカ・ストラーダ - 〔シエーナ - …〕
- SS223 (it:Strada statale 223 di Paganico) 
グロッセート - 〔シエーナ〕

### 鉄道
ピサとローマを結ぶ鉄道幹線であるピサ＝リヴォルノ＝ローマ線が市域を南北に縦貫している。グロッセート近郊のモンテペスカリ駅では、北東へシエーナに向かう路線が分かれている。
おおむね北および西を優先し、通過点もしくはその近傍の地名を示す。〔　〕内は県外。
- ピサ＝リヴォルノ＝ローマ線
〔ピサ〕 - フォッローニカ - モンテペスカリ - グロッセート - オルテベッロ -〔ローマ〕
- シエーナ＝グロッセート線 (it) 
〔シエーナ〕 - ロッカストラーダ - モンテペスカリ - グロッセート

### 空港
- グロッセート空港 (Grosseto Airport) （グロッセート） - 軍民共用

### 港湾
- マリーナ・ディ・グロッセート港 (it:Porto di Marina di Grosseto) 　（グロッセート）
- ポルト・デル・ヴァッレ (it:Porto del Valle) （モンテ・アルジェンターリオ）

## 文化・観光

### 自然保護区
- マレンマ自然公園 (it:Parco naturale della Maremma) 
グロッセートの南方にある。オンブローネ川河口部と、ウッチェリーナ山地 (it:Monti dell'Uccellina) を中心に指定されている。
- トスカーナ諸島国立公園 (it:Parco nazionale dell'Arcipelago Toscano) 
ジリオ島（イーゾラ・デル・ジリオ）とジャンヌートリ島が含まれている。
- オルテベッロ潟自然保護区 (it:Riserva naturale Laguna di Orbetello)
- ブラーノ潟自然保護区 (it:Lago di Burano)
- ディアッチャ・ボトローナ自然保護区 (it:Riserva naturale Diaccia Botrona)
- フォッローニカ砂丘自然保護区 (it:Bandite di Follonica)
- スカルリーノ砂丘自然保護区 (it:Bandite di Scarlino)
- ラ・ピエトラ自然保護区 (it:Riserva naturale La Pietra)

## 人物

### 著名な出身者
- グレゴリウス7世 - 11世紀の聖職者、ローマ教皇（在位：1073年 - 1085年）。ソヴァーナ（ソラーノ近郊）生まれ。
- シエナのベルナルディーノ（英語版） - 13-14世紀の聖職者、フランシスコ会士。カトリックの聖人。マッサ・マリッティマ生まれ。
- フランチェスコ・ズッカレッリ - 18世紀の画家。ピティリアーノ生まれ。
- ルチアーノ・ビアンチャルディ - 20世紀のジャーナリスト・翻訳家・作家。グロッセート生まれ。
- ウンベルト・レンツィ - 映画監督。マッサ・マリッティマ生まれ。
- エルザ・マルティネッリ - 女優。グロッセート生まれ。
- ラウラ・モランテ - 女優。サンタ・フィオーラ生まれ。

### ゆかりの人物
- カラヴァッジオ - 16-17世紀の画家。ポルト・エルコレ（モンテ・アルジェンターリオ）で客死。

## 姉妹都市・友好都市
- 柏原市（日本・大阪府）[3][4]
  - 1999年5月12日 友好都市提携

相互交流は1990年からはじまり、1999年柏原市・グロッセート市・グロッセート県の3者で正式提携の議定書が調印された。